# Rudolf Waldemar Brem
Rudolf Waldemar Brem (* 29. November 1948 in München; † 17. März 2016 ebenda) war ein deutscher Film- und Theaterschauspieler, der im Filmbereich auch als Koproduzent tätig war.

## Leben
Rudolf Waldemar Brem besuchte das Rupprecht-Gymnasium in München und machte dort sein Abitur. Anschließend studierte er Germanistik und Theaterwissenschaft an der Ludwig-Maximilians-Universität München. Von 1969 bis 1971 absolvierte er ein Schauspielstudium an der Otto-Falckenberg-Schule in München.

### Action-Theater und antiteater
Schon vor dem Schauspielstudium kam er 1967 durch ein Interview für die Schülerzeitung in Kontakt mit dem Münchener Action-Theater. Es war als Gegenmodell zum Staatstheater gegründet worden und in Schülerkreisen als revolutionär und unkonventionell bekannt. Die meisten Schauspieler lebten auch im Theater. Brem sah Antigone. Das Theater reizte ihn, und er fragte einen Schauspieler, ob er mitmachen könne. Am selben Abend noch spielte er erstmals auf der Bühne. Das Stück war Leonce und Lena.
Der Schauspieler war Rainer Werner Fassbinder. Der 18-jährige Brem freundete sich mit dem 21-jährigen Fassbinder an. Die anderen Schauspieler waren: Peer Raben, Doris Mattes, Hanna Schygulla, Irm Hermann, Kurt Raab, Hans Hirschmüller, Ingrid Caven, Harry Baer und Jörg Schmitt. Brems erste größere Rolle erhielt er 1968 am Action-Theater in Fassbinders erfolgreichem Bühnenstück Katzelmacher unter der Regie von Fassbinder und Peer Raben. Ebenfalls unter Fassbinders Regie spielte er in Die Verbrecher, Zum Beispiel Ingolstadt, Axel Caesar Haarmann.
Als das Action-Theater sich auflöste, gründete Fassbinder mit Brem und anderen Schauspielern vom Action-Theater im Mai 1968 das antiteater, das auch an Fassbinders Filmen mitwirkte. Mit dem antiteater spielte Brem beispielsweise Fassbinders Stücke Mockinpott, Orgie Ubuh und Ajax.
Als Fassbinder 1974 zum Frankfurter Theater am Turm ging, folgte Brem ihm nicht. Er blieb zunächst in München und heiratete dort. Daraufhin kam sein Sohn Alexander Brem auf die Welt, der  Synchronsprecher-Autor und Regisseur wurde.

### Bremer Theater
Eine Zeitlang spielte Brem bei Kurt Hübner am Schauspielhaus Bremen, das auch für unkonventionelle und progressive Stücke bekannt war. Dort kreuzte sich sein Weg wieder mit Fassbinder, der am Bremer Schauspielhaus 1970 und 1971 drei Stücke inszenierte.

### Weitere Theaterengagements
Außerdem spielte Brem unter Horst Zankl und Claus Peymann am Schauspielhaus Hamburg, kurzzeitig auch unter Peter Zadek am Schauspielhaus Bochum. Anschließend gehörte Brem zum Ensemble des Münchner Volkstheaters, bei dem er zunächst unter Ruth Drexel und dann unter der Leitung von Christian Stückl mitwirkte.
2001 wechselte Brem zum Ensemble des Bayerischen Staatsschauspiels. Er wirkte in Inszenierungen von Elmar Goerden (2001 bis 2004), Thomas Langhoff (2003 und 2005) und Dieter Dorn (2001 bis 2011) mit.
2007 war Brem erstmals bei den Luisenburg-Festspielen in Wunsiedel engagiert. Er spielte in Die Bernauerin und Die 3 Musketiere. Am 5. Juli 2007 wurde er bei einem Fahrradunfall lebensgefährlich verletzt. Nach einer mehrjährigen Pause übernahm er wieder Rollen in Tannöd (2010), im Holledauer Schimmel (2011), in Blues Brothers – Im Namen des Herrn (2011/2012), in Romeo und Julia und in Wast – Wohin? (2012).
Im Programm von Mai bis August 2013 hatte er Rollen in Die Fahnenweihe und in Eine Woche voller Samstage.

### Mitwirkung in Filmen
Rudolf Waldemar Brem spielte 1969 bis 1974 in elf von Fassbinder inszenierten und geschriebenen Filmen mit. Daneben wirkte er unter anderem in der Verfilmung von Brechts Baal durch Volker Schlöndorff (1970) mit, sowie mehrmals in Spielfilmen unter der Regie von Ulli Lommel, den er aus seiner Zusammenarbeit mit Fassbinder kannte. So zum Beispiel in Lommels erstem Spielfilm Die Zärtlichkeit der Wölfe (1971), sowie später in September Song (2001, auch unter dem Titel Boots bekannt), Zodiac-Killer (2005) und in Daniel, der Zauberer (2004), bei dem er in einer Hauptrolle und als Koproduzent tätig war. In Lommels Absolute Evil (2009) war er erneut Koproduzent.
Neben seinen Rollen in vielen Spielfilmen war Brem auch Darsteller in zahlreichen Fernsehfilmen und mehreren Serien, unter anderem in Tatort, Lindenstraße, Münchner Geschichten, Alles Atze, zuletzt in Die Bergretter. 1977 war er Koproduzent von dreizehn Folgen der Fernsehserie Es muß nicht immer Kaviar sein.
2002 beteiligte sich Brem an Robert Fischers Dokumentarfilm Fassbinder in Hollywood, für den Fischer und Lommel das Drehbuch schrieben. 2011 wirkte Brem in dem Dokumentarfilm Jannat 'Ali (Ali im Paradies) der Deutsch-Ägypterin Viola Shafik mit, in dem das Leben des Maghrebiners El Hedi ben Salem und seine Beziehung mit Fassbinder (1971 bis 1973) nachgezeichnet werden. Brem heiratete 2014 seine langjährige Lebensgefährtin, die Kostümbildnerin Helga Marr.
Anfang 2015 wurde bei Brem während der Dreharbeiten zu Trash Detective Lungenkrebs im fortgeschrittenen Stadium diagnostiziert. Er starb im März 2016 im Alter von 67 Jahren an den Folgen seiner Krankheit. Brem wurde in München auf dem Friedhof Obermenzing begraben.

## Filmografie (Auswahl)
- 1968: Der Bräutigam, die Komödiantin und der Zuhälter Regie: Jean-Marie Straub
- 1969: Liebe ist kälter als der Tod
- 1969: Katzelmacher
- 1970: Baal (Fernsehfilm)
- 1970: Rio das Mortes
- 1970: Pioniere in Ingolstadt (Fernsehfilm)
- 1971: Die Zärtlichkeit der Wölfe
- 1971: Warnung vor einer heiligen Nutte
- 1972: Wildwechsel (Fernsehfilm)
- 1972: Ludwig – Requiem für einen jungfräulichen König
- 1972: Acht Stunden sind kein Tag (Fernsehserie, 5 Folgen)
- 1972: Bremer Freiheit (Fernsehfilm)
- 1973: Welt am Draht (Fernsehfilm)
- 1973: Angst essen Seele auf
- 1974: Martha (Fernsehfilm)
- 1974: Jodeln is ka Sünd
- 1974: Wachtmeister Rahn
- 1974: Münchner Geschichten (Fernsehserie, 2 Folgen)
- 1975: Münchner Geschichten
- 1976: Eine kleine Liebe Regie: Hans-Peter Meier
- 1977: Planübung (Fernsehfilm)
- 1977: Polizeiinspektion 1 (Fernsehserie, Folge 1x05 Die Reportage)
- 1978: MS Franziska (Fernsehserie, Folge 1x03 Kurze Reise)
- 1978: Der Diamantencoup (The Squeeze) Regie: Antonio Margheriti
- 1978: Sachrang (Fernsehfilm)
- 1979: Lawinenexpress (Avalanche Express)
- 1979: Die seltsamen Methoden des Franz Josef Wanninger (Fernsehserie, Folge 1x08 Der Geiger / Folge 1x30 Die falsche Entführung)
- 1981: Nach Mitternacht
- 1982: Ab in den Süden
- 1982: Firefox
- 1983: Kein Reihenhaus für Robin Hood
- 1984: Tatort – Geburtstagsgrüße (Fernsehreihe)
- 1985: Lebe kreuz und sterbe quer
- 1985: Der eiserne Weg (Fernsehserie, Folge 1x01 Anna geht auf Amerika)
- 1986: Irgendwie und Sowieso (Fernsehserie, Folge Rallye)
- 1987: Hafendetektiv (Fernsehserie, Folge 1x04 Toffers V-Mann)
- 1987: Die Krimistunde (Fernsehserie, Folge 27, Episode: „Ein glückliches Opfer“)
- 1988: Sommer
- 1988–2001: Lindenstraße (Fernsehserie, 4 Folgen)
- 1989: Die Hausmeisterin (Fernsehserie, Folge 2x01 Die verzwickte Erbschaft)
- 1989: Tatort – Bier vom Fass (Fernsehreihe)
- 1990: Ein Fall für zwei (Fernsehserie, Folge 10x06 Bumerang)
- 1990: Der Hammermörder (Fernsehfilm) Regie: Bernd Schadewald
- 1990: Löwengrube (Fernsehserie, Folge 1x14 Bartholomäusnacht)
- 1991: Freispiel
- 1991: Wildfeuer
- 1992: Die Diestel
- 1992: Lilli Lottofee (Fernsehserie)
- 1993: Wildbach (Fernsehserie, Folge 1x13 Pistenrowdies)
- 1993: Kahlschlag Regie: Hanno Brühl
- 1993–1994: Der Fahnder (Fernsehserie, Folge 5x04, 6x07)
- 1993, 2003: Forsthaus Falkenau (Fernsehserie, Folgen 4x12, 14x07)
- 1997: Café Meineid (Fernsehserie, Folge 6x07 Westlich von Samoa)
- 1997: Tatort – Der Teufel (Fernsehreihe)
- 1998: Tatort – Gefallene Engel (Fernsehserie)
- 1998: Vater wider Willen (Fernsehserie, Folge 2x01Alles neu)
- 2001: Doppelter Einsatz München – Trennung ist der Tod (Fernsehfilm) Regie: Uli Möller
- 2001: September Song
- 2002: Der Tod ist kein Beweis
- 2002: Tatort – Totentanz (Fernsehreihe)
- 2002: Fassbinder in Hollywood (Dokumentarfilm) Regie: Robert Fischer
- 2004: Daniel, der Zauberer (auch Koproduzent)
- 2005: Oktoberfest
- 2005: Zodiac-Killer
- 2006: Um Himmels Willen (Fernsehserie, Folgen 3x27-39, 5x55-57)
- 2007: Alles Atze (Fernsehserie, Folge 6x08 Plätes Geburtstag)
- 2007: Aufwärmphase Regie: Timo Becker
- 2007: Toni Goldwascher Regie: Norbert Lechner
- 2007: Die Rosenheim-Cops (Fernsehserie, Folge 7x08 Ein tödliches Spiel)
- 2008: Mozart in China Regie: Bernd Neuburger
- 2009: Absolute Evil (nur Koproduzent) – Regie: Ulli Lommel
- 2009: Unter Verdacht (Fernsehreihe, 1x14 Tausend Augen)
- 2011: Mischgebiet Regie: Josef Mayerhofer
- 2012: Jannat ‘Ali (Dokumentarfilm) Regie: Viola Shafik
- 2013: Die Bergretter (Fernsehserie, Folge 4x03 Der Tote im Berg)
- 2014: Toilet Stories
- 2014: Tannbach – Schicksal eines Dorfes: Regie Alexander Dierbach
- 2015: Trash Detective